# Der Templer und die Jüdin

Der Templer und die Jüdin est un opéra en trois actes de Heinrich Marschner.

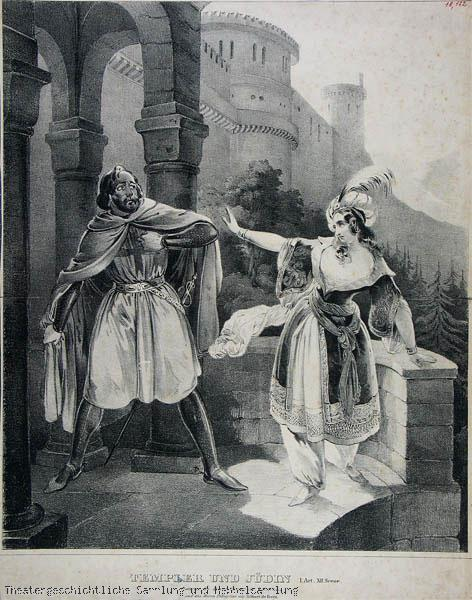
Le Templier et la Juive I. Acte, XII. scène; Lithographier; Portraits de rôle de 16 "x 12,5" de Wilhelmine Hasselt-Barth (1813-1881) et Julius Pellegrini (1806-1858) dans le rôle de "Rebecka" et "Gilbert de Boys" dans l'opéra de Marschner "Templer und Jüdin". Collection d'histoire du théâtre et collection Hebbel, Kiel, numéro d'inventaire : G464

Le livret en allemand de Wilhelm August Wohlbrück est basé sur plusieurs œuvres intermédiaires inspirées par Ivanhoé de Walter Scott.   

## Historique
La première eut lieu à Leipzig le 22 décembre 1829.
Cet opéra devint le plus fameux de Marschner et fut donné plus de 200 fois en Allemagne pendant les 70 ans qui ont suivi.

## Rôles
| Rôle                                             | Voix    | Première, 22 déc. 1829 (chef : Heinrich Marschner) |
| ------------------------------------------------ | ------- | -------------------------------------------------- |
| Brian de Bois-Guilbert, templier                 | baryton | Heinrich Hammermeister                             |
| Frère Tuck, ermite de Copmanhurst                | basse   | Wilhelm Fischer                                    |
| Cedric von Rotherwood, chevalier saxon           | basse   | Wilhelm Pögner                                     |
| Le chevalier noir (Le Roi Richard)               | basse   | Eduard Schütz                                      |
| Lokslei, le chef des bandits (Robin)             | baryton |                                                    |
| Lucas de Beaumanoir, Grand Maître des templiers  | basse   |                                                    |
| Maurice de Bracy, chevalier normand              | tenor   |                                                    |
| Rebecca, la Juive, fille d'Isaac de York         | soprano | Fortunata Franchetti-Wazel                         |
| Rowena von Hargottstandstede, protégée de Cedric | soprano | Henriette Wüst                                     |
| Wamba, un fou                                    | ténor   | August Wiedemann                                   |
| Wilfried von Ivanhoe, fils de Cedric             | ténor   | Ubrich                                             |
| Oswald, intendant de Cedric                      | basse   |                                                    |
| Albert Malvoisin, chevalier normand              | parlé   |                                                    |
| Conrad, écuyer de Malvoisin                      | parlé   |                                                    |
| Elgitha, servante de Rowena                      | parlé   |                                                    |
| Isaac de York, un Juif                           | parlé   |                                                    |
| Walter, un bandit                                | parlé   |                                                    |
| Willibald, un bandit                             | parlé   |                                                    |
| Robert, écuyer de Bois-Guilbert                  | parlé   |                                                    |
| Philip, écuyer de Bois-Guilbert                  | parlé   |                                                    |
| Herdibert                                        | parlé   |                                                    |